# BMW・N63エンジン
BMW N63は、BMWが2008年に開発したツインターボV8ガソリンエンジン。同じくV8のガソリンエンジンであるBMW N62の後継機種であり、新しいタービンの配置や直噴燃料噴射など大きな飛躍を遂げたエンジンであった。2008年のBMW・X6 xDrive50i(E71)で初めて採用された。初期モデルには大きな問題があり、2012年以降は全て改良型に刷新された。その後、500馬力を超えるまでに高出力化され、2024年現在も生産が続けられている。本エンジンをベースにMシリーズ用に更に高出力化したS63エンジンとS68エンジンについても説明する。

## 特徴

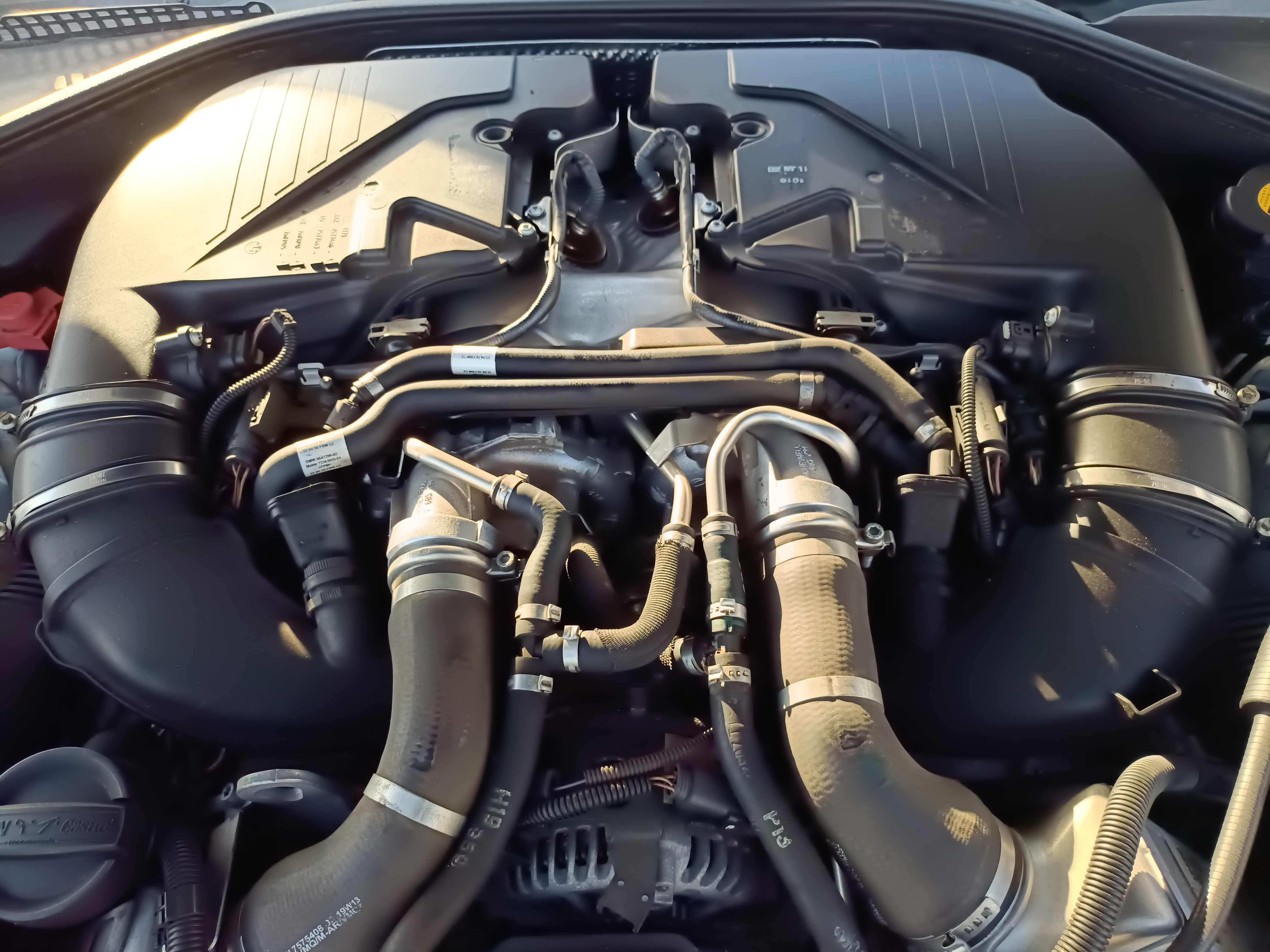
エンジンバンクの谷間に設置された2つのタービン

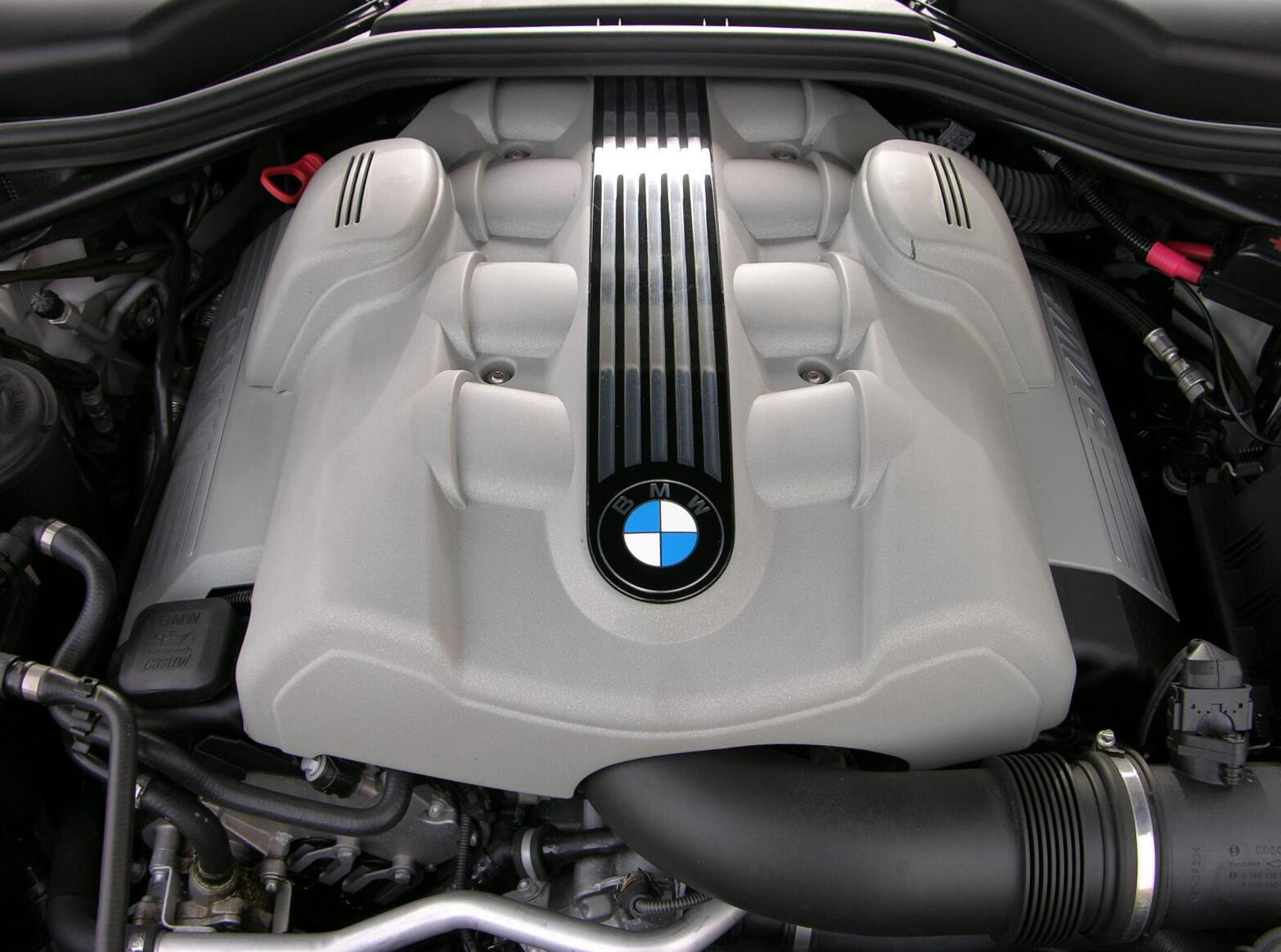
前モデルのN62エンジン

通常エンジンのVバンクの外側に配置するターボチャージャーを、エンジンのVバンクの内側に配置した最初のエンジンでもある。このような配置のV型エンジンをホットVターボチャージドエンジンと呼び、フェラーリF1マシン126Cでも採用するが、量産車ではN63エンジンが初である。Vバンク内側にタービンを配置することにより、エキゾーストマニホールドの長さを極小にしてターボラグの発生を減らすことに成功した。その後2014年のメルセデスAMG・GTや2018年のカイエンターボなどにもこの配置が採用されている。タービンをVバンクの中に搭載することによりエンジンの外側には吸気系の配管が存在するだけになり、エンジンの横幅を狭くなり大型の車両でなくてもV8ターボエンジンの搭載が可能になった。バンク角は90度。
BMWとして初採用の水冷式インタークーラーをエンジン前部に2基備えている。以前の空冷インタークーラーではその半分程度の冷却しかできなかったが、水冷インタークーラーの導入により吸気温度を最大80度冷却することが出来た。
ターボ化された理由の1つに低速トルクの獲得があった。5代目M5(E60)に搭載されたS85V10エンジンは官能的なエンジンであったが、1500回転時のトルクは300Nmであった。6代目M5(F10)に搭載されたS63はターボ化により約700Nmのトルクを発生し、しかも6000回転近くまで、そのトルクを維持することが出来るようになった。一方ターボ化に伴うレスポンス低下には、インタークーラーの水冷化や特殊なタービンの配置などで対応した。
直噴システムはBMW・N54エンジンのシステムが流用され、ガソリンは200気圧で燃焼室に噴射された。点火の順番は1-5-4-8-6-3-7-2であった。オイル容量は8.5リットル。タイミングチェーンには摩擦抵抗を減らす新形状のパーツが採用された。前モデルとなるN62型（N62B44）は、92.0×82.7mmのショートストロークでポート噴射の自然吸気エンジンであったが 、N63B44は、ボア89mmでストークは88.3mmであった。

## N63エンジンファミリー
以下にN63エンジンファミリーを列記するとともに、搭載車種を記載する。N63エンジンファミリーは、日本と海外で登録名称が異なっているが、ここでは日本での登録名称を優先して紹介する。

### N63B44A(N63B44O0)

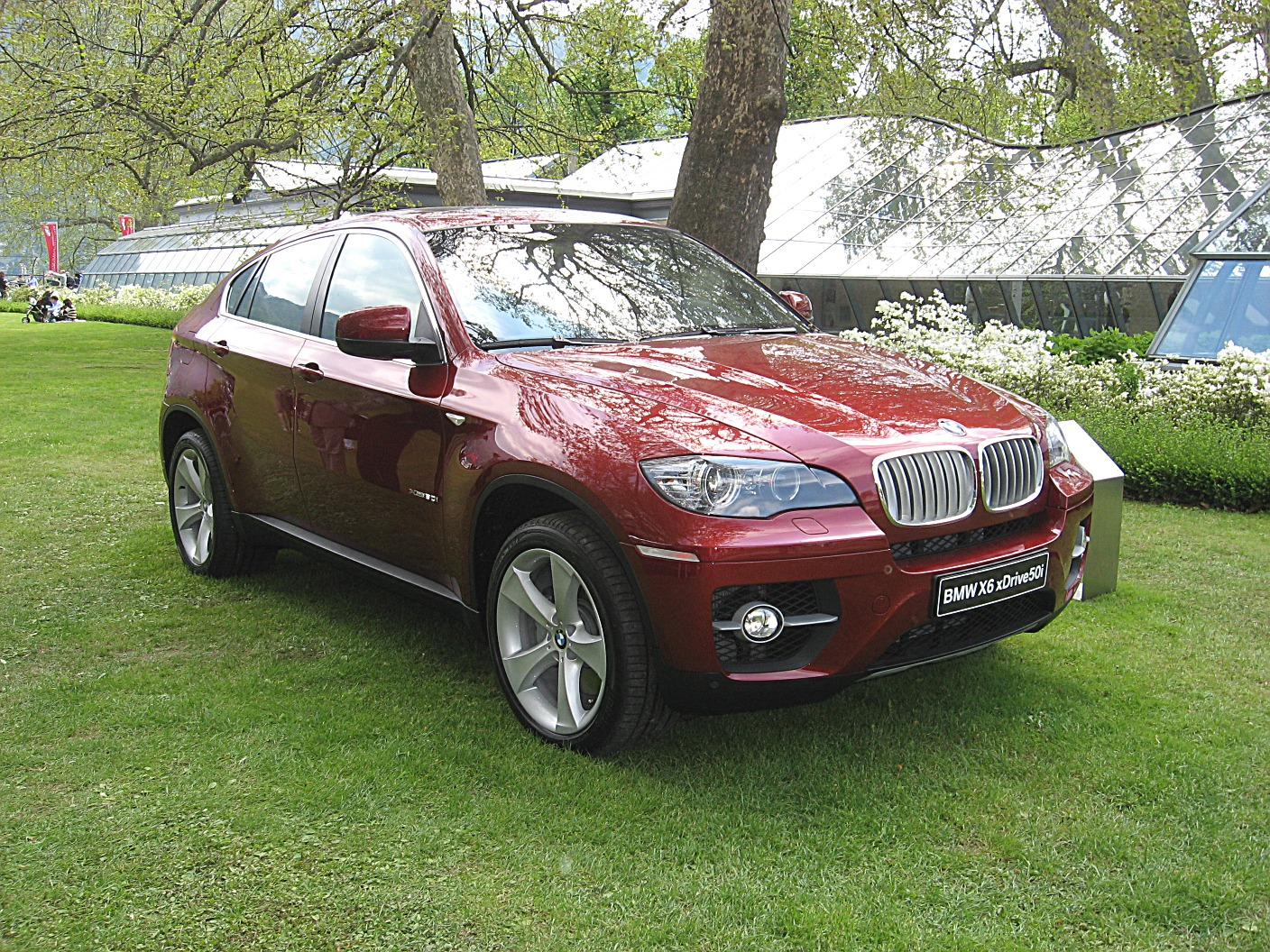
最初に搭載された初代 BMW X6 50i

アメリカやドイツではN63B44O0（オーゼロ）と呼ばれるが、日本ではN63B44Aという名称で登録されている。2008年のBMW・X6 xDrive50i(E71)で初めて採用され、2009年にBMW 7シリーズF01 750i、2010年にBMW 5シリーズF10 550iに採用された。タービンはギャレット製のMGT22Sが採用された。初期モデルの最大加給圧は11.5 psi（0.8 bar）。ダブルVANOSを採用したがバルブトロニックは搭載されなかった。標準カムシャフトの特性：持続時間231/231度、リフト8.8/9.0mm。吸気バルブの直径は33mm、排気バルブの直径は29mmであった。エンジン制御ユニットはシーメンスMSD85が採用された。後述する多々の欠陥があった。
- 2008-2014 BMW E71 BMW X6
- 2008-2012 BMW F01/F02 BMW 7-Series750i/750Li[6]
- 2009-2012 BMW F07　BMW 5 Series Gran Turismo 550i GT
- 2010-2013 BMW F10/F11  BMW 5シリーズ 550i
- 2011-2013 BMW E70 BMW X5
- 2011-2013 BMW F12/F13 BMW 6シリーズ 650i
- 2011–2014 ヴィーズマン GT MF4

#### 問題点とリコール
N63B44Aには構造上の様々な問題があった。直噴化に伴うインジェクターや高圧燃料ポンプのトラブルが多く発生し、「車輪のついた爆弾」(bomb on wheels)と陰口をたたく整備士もいた。またVバンクの中に押し込められたタービンを冷却するために冷却システムの液送ポンプが酷使され、12Vの車載バッテリーの早期消耗を招いた。回生ブレーキを利用してバッテリーを充電するメカニズムが搭載されていたが、効果的には働かなかった。ピストンリングの設計にも問題があり、オイル消費も多かった。吸気系へのオイルの吹き返しも多かったがオイルキャッチタンクが無かったため、頻繁にオイルセパレーターバルブが詰まるというトラブルもあった。同時期の直噴エンジンであるBMW・N54エンジンやBMW・N55エンジンと同様に、吸気バルブの裏側にカーボンが蓄積しやすいという問題もあり、定期的に吸気ポートの煤掃除をする必要がある可能性が指摘された。初期モデルのインジェクターは信頼性が低く、しばしばエンジンを壊滅的に破壊する引き金になった。エンジンスターターはソレノイドが固着して故障しやすいが、交換作業は容易ではなかった。バルブステムシールにはBMW・N62エンジンと同様の問題を抱えており、マフラーから白煙が出る原因となった。エンジンブロックに亀裂が入る、クランクシャフトがロックする、コンロッドがエンジンを突き破るという重大なトラブルもあり、BMWは2015年頃より「N63カスタマーケアパッケージ」と呼ばれる大規模なリコールを実施した。リコールの対象となったのはN63B44の初期ロット（403ないし407馬力)のエンジンで、450馬力となったN63TuまたはN63B44Bは対策ずみでリコールの対象ではない。「N63カスタマーケアパッケージ」には、タイミングチェーンの伸びの点検と必要に応じての交換、燃料インジェクター、マスエアフローセンサー、クランクケースベントライン、バッテリー、エンジン真空ポンプ、低圧燃料センサーの交換が含まれている。車両に搭載されるバッテリーは90Ahから105Ahへ大型化された。このリコールは車両購入後の経過年数や走行距離に関わらず全てのN63B44O0エンジン搭載車両が対象となっている。またリコールを実施した後も、推奨サービス期間は半分に短縮された。具体的には2年および15,000マイル(25,000 km)ごとの点検を必要とするBMWロングライフサービス点検の代わりに、12か月/10,000マイル(16,000 km)ごとの点検が求められ、オイル交換の期間も25000km毎から15000km毎に短縮された。これに加えてBMWは、このエンジンを搭載した車に不満を持つ顧客に、同等の車かそれ以上の交換車両を提供するプログラムも実施した(海外)。

### N63B44A-K210

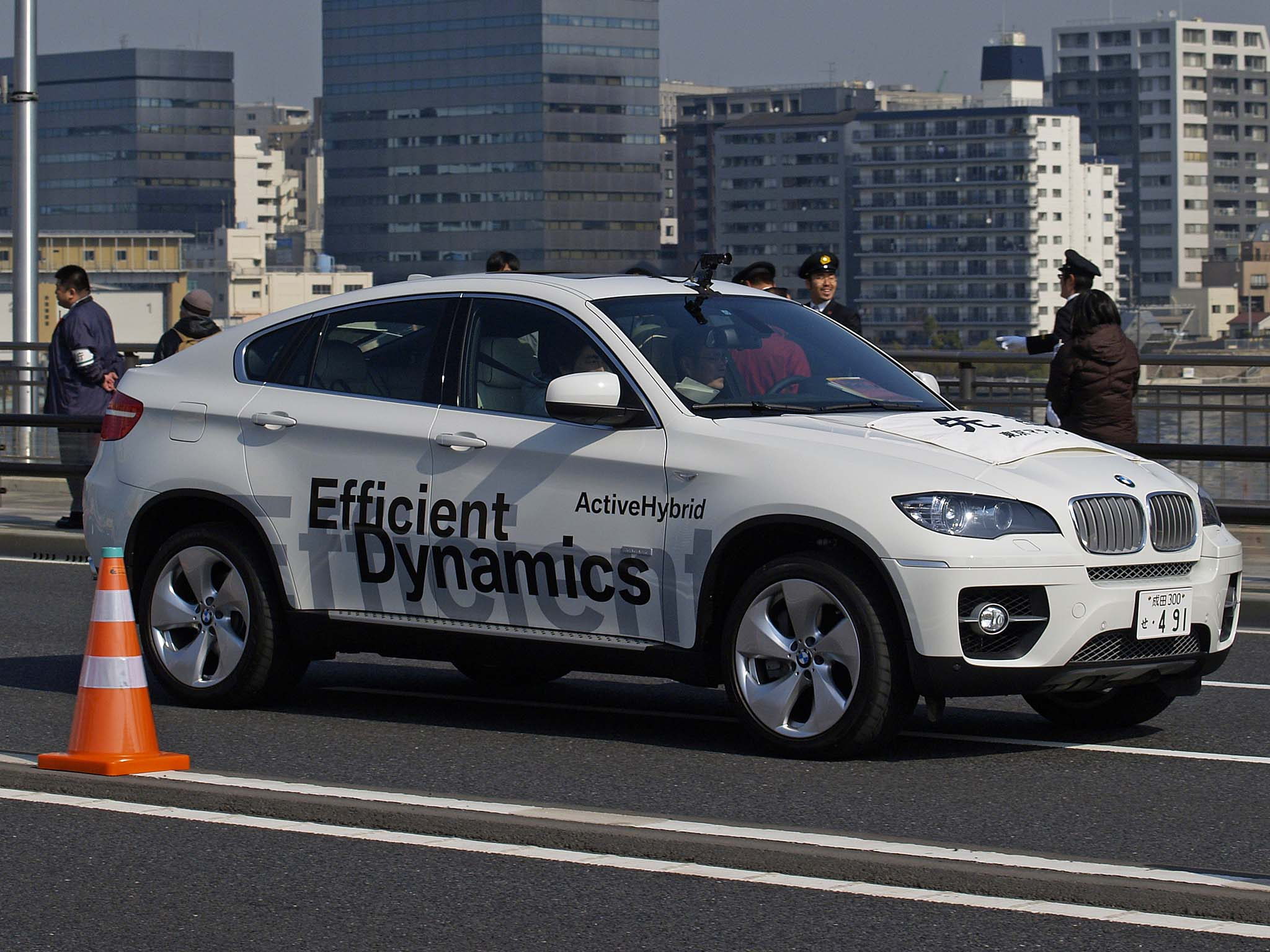
東京マラソン2011で使用されたE72アクティブハイブリッド

2009年、X6搭載用としてN63B44Aと2基のモーターを組み合わせた「ActiveHybrid X6（E72）」が発売された。アメリカミシガン州トロイに設置されたBMW、GM、ダイムラーとの合弁の「BMW、GM、ダイムラー ハイブリッド開発センター」で開発された。407馬力を発揮するN63B44Aエンジンに2つのモーター（91馬力と86馬力）を組み合わせて、3つの遊星歯車と4枚の多板クラッチを使って、エンジンとモーターを独立制御する方式で、N63B44A-K210と呼ばれるエンジンシステムを設計した。エンジン単独、モーター単独、エンジンとモーターの両方での走行の3つが可能であった。

### N63B40A
ストロークを80mmに短縮して排気量を4リットルに減量したエンジン。中国専用として生産された。
- 2012–2017 F12/F13 650i (中国のみ, 300 kW (402 bhp) バージョン)
- 2012–2017 F01/F02 750i/750Li (中国のみ, 331 kW (444 bhp) バージョン)

### N63B44B(N63TU/N63B44O1)

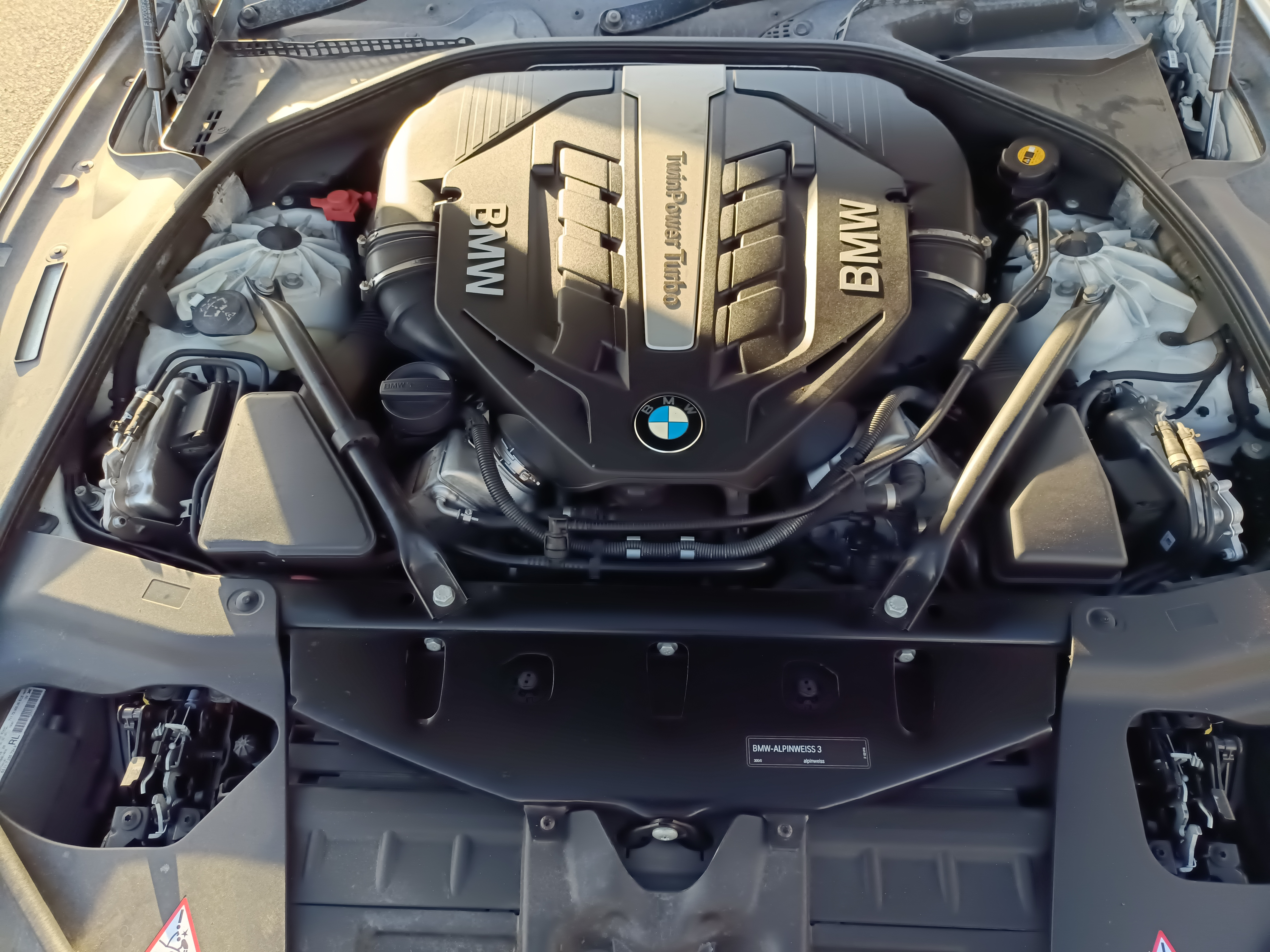
BMW F06 650iに搭載されたN63B44B

2012年にN63B44Aの欠陥を補う形で「テクニカルアップデート」が適用され、N63TU型が開発された。別名N63B44O1とも呼ばれるが、日本国内ではN63B44Bと呼ばれる。BMW・N55エンジンに搭載されていたValvetronic IIIが搭載され、ターボチャージャーの変更、ブローオフバルブの削除、軽量化されたマーレ製ピストンの採用、鍛造コンロッド、鍛造クランクシャフト、新型バルブステムシール、BMW・N55エンジンから導入された燃料システム、2つ目の冷却水ポンプの追加(機械式と電気式) 、バルブカバーラビリンスオイルキャッチ/リターンシステムの追加などの多くの変更点がある。カムシャフトも変更され、持続時間260/252度、リフト8.8/9.0 mmとなった。可変バルブタイミングシステムVANOSも改良され、出力も450馬力前後に向上している。冷却システム、オイル供給システム、吸気システムが大きく変更されたが、タービン以降の排気システムには変更点は無い。エンジン制御ユニットはBosch MEVD17.2.8に更新された。
- 2013–2015 F01/F02 7シリーズ 750i/750Li
- 2013–2017 F07 5シリーズ 550i GT
- 2014–2016 F10/F11 5シリーズ 550i
- 2014–2018 F15 X5
- 2014–2019 F16 X6
- 2013–2018 F12/F13 6シリーズ 650i
- 2013–2019 F06 6シリーズ 650i クランクーペ

### N63B44C(N63TU2/N63B44O2)
2016年に2度目の大きな改良が実施され、以降のモデルをN63TU2型(N63B44O2とも)呼ばれるが、日本国内ではN63B44Cと呼ばれる。エキマニの形状を変更してツインスクロールターボとしたのと、パワーバンドの拡大、水冷オイルクーラーをVバンク内部に移動したのが大きな変更点である。圧縮比は10.0から10.5に高められた。パワーバンドの拡大は、具体的に最大トルクの発生回転数が200回転低速側に伸びて1800回転からとなった。また1000回転時のトルクも向上している。最大トルクと最大出力はN63TUと不変。ただし、シリンダーヘッドで1.5kgの軽量化が実施され、エンジン内部の熱管理システムの見直し、ガスケットの変更、パーツの簡素化、メタルベアリングの変更(摩擦防止コーティング)、高い圧縮比に対応したピストンの導入、フライホイールの軽量化（0.52kg削減）、オイルポンプ、オイルフィルターモジュール、インテークマニホールド、排気タービン、車内のアクティブサウンドデザインに対応した排気ガスシステム、イグニッションコイル、油圧センサーなど多くの部品の変更が実施されている。クランクシャフトとコンロッドなどはN63TUと共通である。BMW・7シリーズ(G12) 750i/750i xDrive以降に搭載された。
- 2016–2019 G11/G12 7シリーズ 750i/750Li sDrive/xDrive
- 2017–2020 G30/G31 5シリーズ M550i xDrive

### N63B44M3
2018年、N63B44M3とN63B44T3が開発された。共に350気圧のインジェクターが採用された。
- N63B44M3は、クランクケースとシリンダーヘッドの遮熱性が改善され、タービンの排気側にオーバーブースト機能が導入されており、エンジン回転数が5000回転以上の領域で、トルクとパワーが維持されるようになっているが、最高出力についてはN63TUに準している[13]。
- 2018– G05 X5 xDrive50i 462馬力
- 2018– G07 X7 xDrive50i

### N63B44D(N63B44T3)
2018年、日本ではN63B44Dという名称で8シリーズ M850i xDriveなどに搭載されたが、海外ではN63B44T3と呼ばれる。N63B44M3と同時期に開発されたエンジンだが、N63B44Dの方がN63B44Cからの変更点が多い。N63B44T3は、新型のベアリングと電気式ブローオフ回路を備えたタービンを採用し、インテークマニホールドが新設計され、390kW（523馬力)を発生した。N63B44M3とN63B44Dの違いはそれ以外にも多数あり、具体的には、クランクケース、シリンダーヘッドカバー、ピストン、点火コイル、スパークプラグについてN63B44M3はN63B44TU2を流用するのに対してN63B44T3は新設計のパーツを使用している。5シリーズ(G30)のM550iでは530馬力の出力となっている。
- 2018– G14/G15/G16 M850i xDrive
- 2019–2022; G11/G12 750i/750Li sDrive/xDrive
- 2020–2023; G30/G31 M550i xDrive
- 2020–2023; G05 X5 M50i
- 2020–2023; G06 X6 M50i
- 2020–2022; G07 X7 M50i
- 2021– G14/G15/G16 Alpina B8 Gran Coupe
- 2022– ランドローバー　レンジローバー(L460)[14][15]
- 2022–  ランドローバー　レンジローバー Sport (L461)

## BMW S63エンジン
S63は、N63の高性能バージョンであり、BMWのMモデルに搭載され555馬力を発生する。N63との決定的な違いは、S63は各シリンダーからの排気パルスを配慮したクロス配置のエキゾーストマニホールドを採用しツインスクロールターボとしていることである。具体的にはS63の1つのタービンには右バンクの1番と4番、左バンクの2番と3番の排気が供給され、もう1つのタービンには右バンクの2番と3番、左バンクの1番と4番の排気が供給されるように接続されている。N63の場合は、各バンクに付き1基のタービンを配置しているだけのシンプルなツインターボシステムであり、各タービンの排気経路は1本のシングルスクロールターボとなっている。BMWはこの構造を「クロス・バンク・エキゾースト・マニフォールド」と呼び、特許を取得している。N63とは排気側のカムシャフトが異なり、より高いリフト量を実現するように設計されている。またオイルクーラーが追加され、ベルト駆動の機械式オイルポンプで循環されている。水冷インタークーラーは大型化され、トランスミッションのオイルクーラーも拡大されている。S63のタービンのセンターカートリッジ部分には冷却回路が追加されている。空燃比のセッティングも異なっているが、これはパフォーマンスのためではなく環境基準を満たすための変更のためである。S63エンジンも、N63エンジンと同様に初期モデルは大きな問題を抱えていた。
S63にもN63同様に改良モデルが存在し、S63B44T0、S63B44T2、S63B44T4などと呼ばれる。
M5コンペティション(F90)に搭載されるS63B44T4では、最高出力625PS/6000rpm、最大トルク750N・m/1800-5860rpmを発生する。

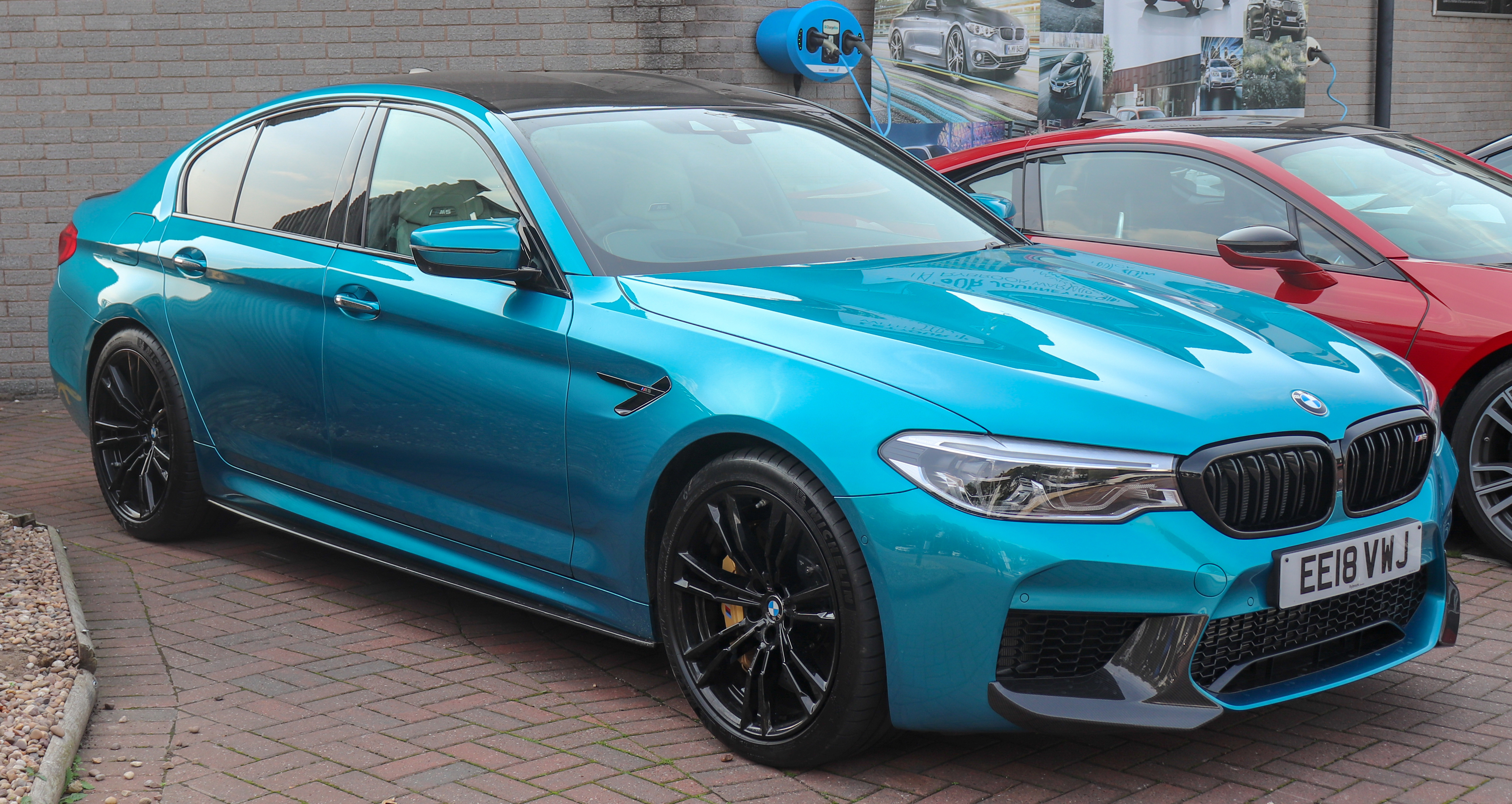
BMW M5(F90)
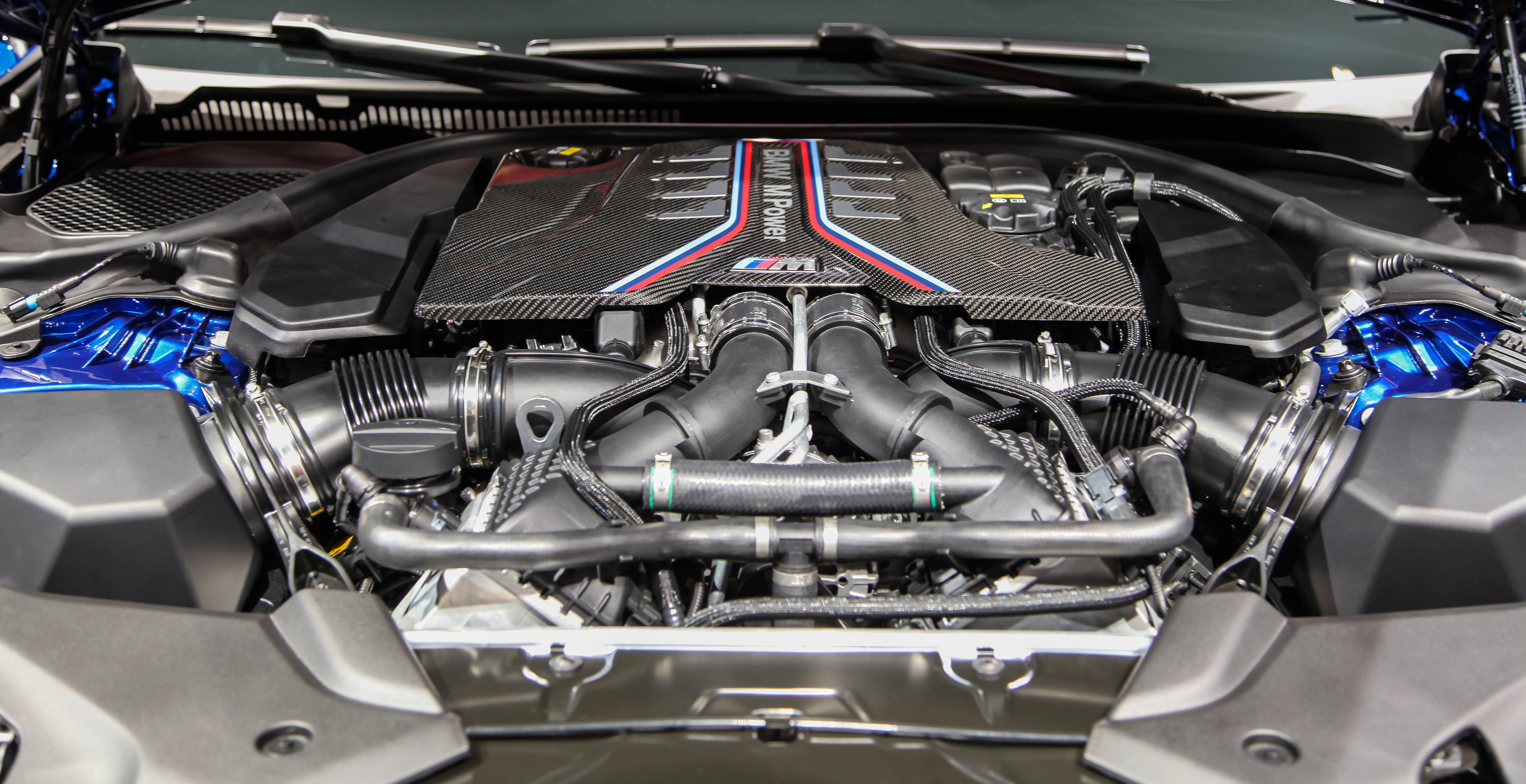
M5に搭載されたS63B44T4
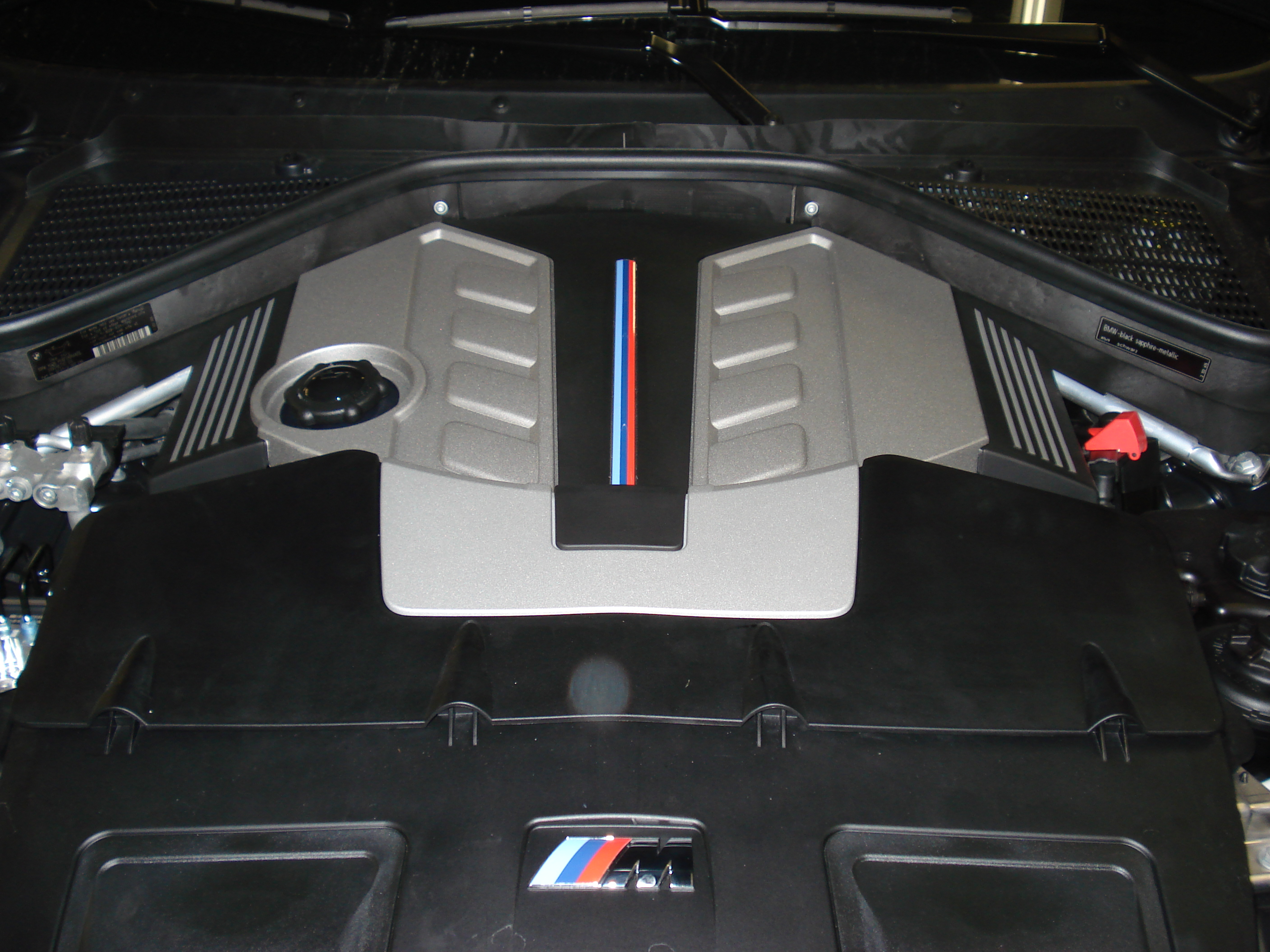
X5 M E70に搭載されたS63B44

### S63B44O0
S63の初期モデル。レブリミットはN63B44Aが6500回転までなのに対してS63B44O0は6800回転までとなっている。圧縮比はN63B44Aが10：1に対して、S63B44O0では9.3：1に下げられている。ボア/ストローク、バルブサイズ、エンジンブロックはN63と同一となっているが、最大ブースト圧はN63B44Aが11.6PSI(0.8BAR)に対して17.4PSI(1.2BAR)と大幅に高められている。特に5000回転以降は、N63B44Aがパワーが頭打ちになるのに対して、S63B44O0は6000回転まで伸び続けることが大きな出力差の原因となっている。N63B44Aと同様にバルブトニックは搭載されていない。N63B44A(N63B44O0)と同様の問題を抱えておりエンジンブローが頻発したために2013年に生産が中止された。547馬力。
- 2010-2013 BMW E70 X5 M
- 2010-2013 BMW E71 X6 M
- 2011-2014 ヴィーズマン GT MF5[17]

### S63B44T0
S63B44O0の改良型。BMW M5(F10)セダンに初めて搭載された。世代的にはN63B44Bに相当し、S63B44O0に対して大幅な改良・変更が盛り込まれている。バルブトニックを搭載した。圧縮比を10に高め、ブースト圧も1.5BARに上昇させている。最高回転数も7200回転に引き上げられている。2018年頃まで使用された。553馬力。F12/F13のM6およびM6グランクーペに搭載された。
- 2011-2017 BMW F10 M5
- 2012-2018 BMW F12/13 M6
- 2013-2018 BMW F06 M6グランクーペ

### S63B44T2
S63B44T2は、2015年の X5MとX6Mに初搭載された。575馬力、750 Nm。圧縮比は10を採用した。
- 2015-2019 BMW F85 X5 M
- 2015-2019 BMW F86 X6 M

### S63B44T4
S63B44T4は2018年のM5に初搭載された.。最大出力は仕様によって異なり、591-635馬力。
- 2018-2023 BMW F90 M5
- 2018-2023 BMW F90 M5 Competition
- 2021 BMW M5#M5 CS F90 M5 CS
- 2019- BMW 8 series F91/92/93 M8
- 2019- BMW 8 series F91/92 M8 Competition
- 2020- BMW X5 (G05)F95 X5 M
- 2020- BMW X5 (G05)F95 X5 M Competition
- 2020– BMW X6 (G06)F96 X6 M
- 2020– BMW X6 (G06)F96 X6 M Competition
- 2023– ランドローバー・レンジローバースポーツ#L461

## BMW P63/1エンジン

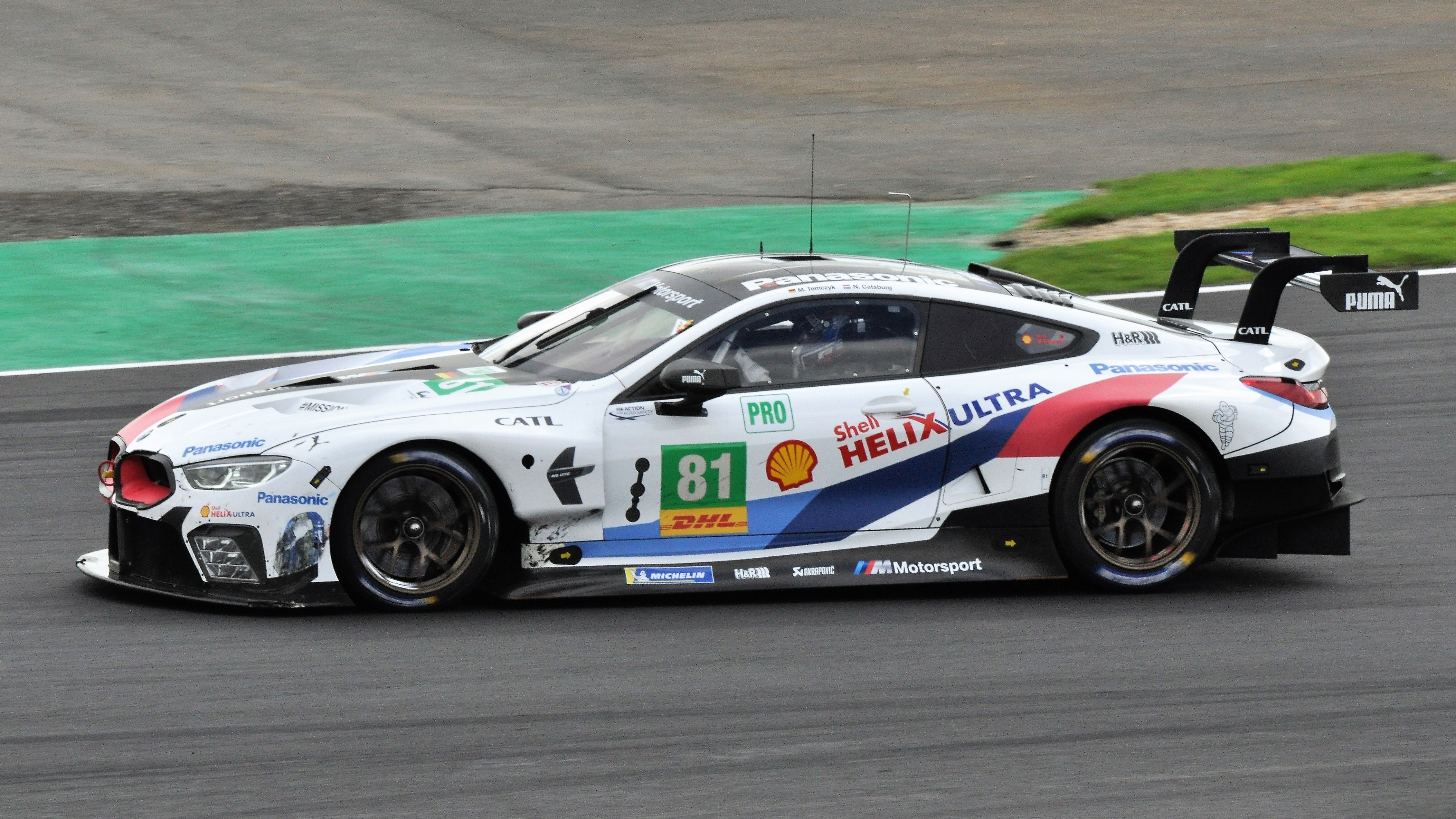
P63/1をフロントに搭載したM8 GTE

BMW P63/1はBMW S68をベースに開発されたレース用エンジンで、BMW・M8 GTEに搭載された。592馬力を発揮し、2018年シーズンのIMSAとFIAWECに初投入され、2019年の第87回ル・マン24時間にも参加した。

## BMW S68エンジン

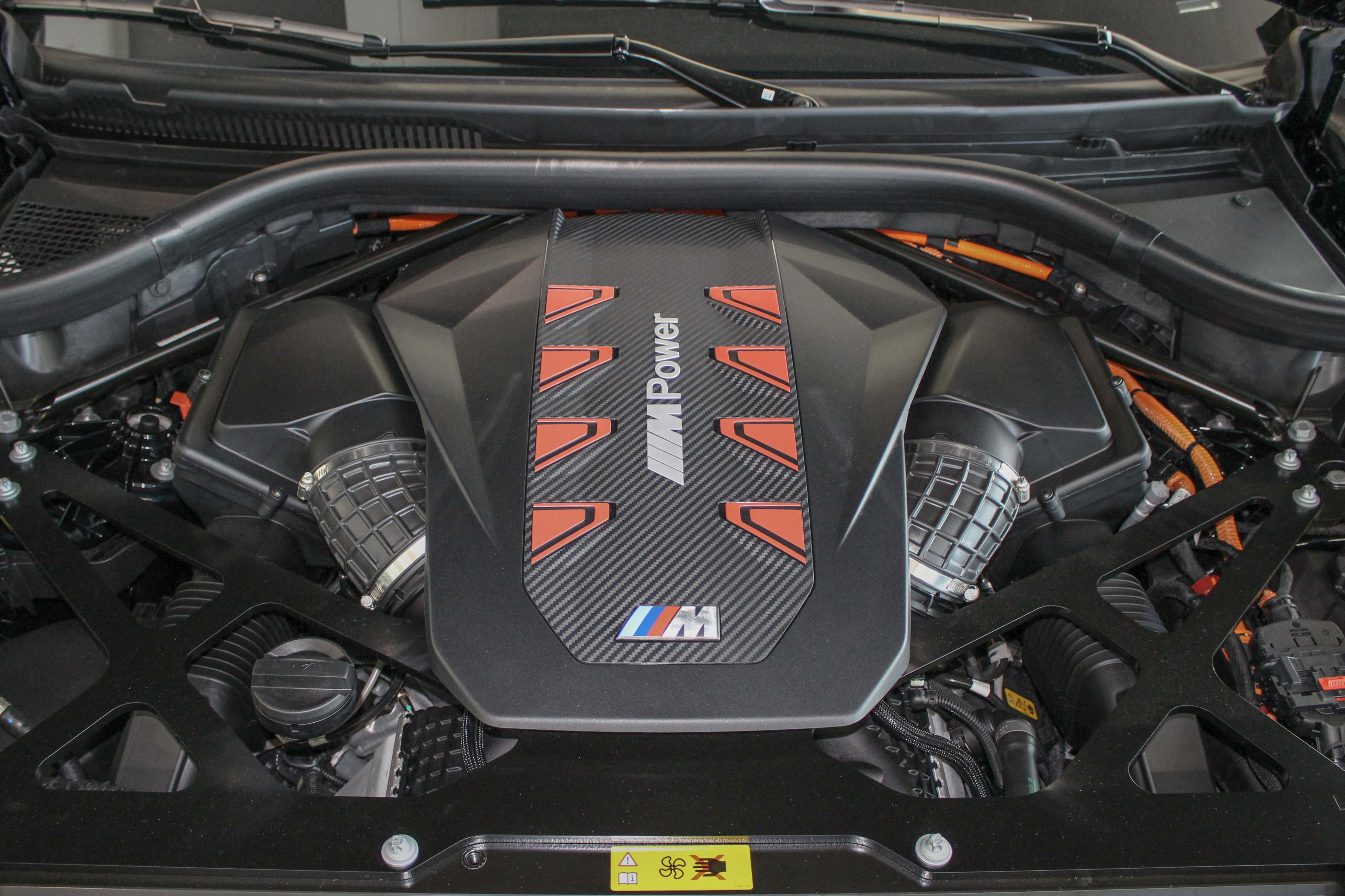
BMW S68エンジン

2022年、BMW S63はS68エンジンに更新された。前述のようにS63では、高ブースト化のためにN63より低圧縮化（10.5→9.3）しているが、S68では圧縮比をN63と同じ10.5のままで高い加給圧を実現している。排気量、タービン配置、バンク角、ボア、ストロークには変更はない。「クロス・バンク・エキゾースト・マニフォールド」はそのまま継承されている。可変カムシャフト制御（VANOS）は油圧制御から電気制御となり、オイル粘度の影響を受けなくなった。エンジンの最高回転数は7200回転。オイルポンプは新開発のものが採用されている。

### ISG導入
2024年のX5(G05)のマイナーチェンジでは、S68に最高出力12PS、最大トルク200N・mの48Vマイルドハイブリッド機構が導入され、WLTCモード燃費を8.0km/リッターから8.5km/リッターに改善している。このモーターはトランスミッションの内部に配置されるISGであり、ホットスタートにもスターターとして使用されるが、コールドスタート時には12Vのスターターが使用される。このエンジンは、European emission standardsに対応する。
- 2022– G70 760i xDrive[26]
- 2022– G09 XM
- 2023 – G05 X5 M60i
- 2023 – G06 X6 M60i
- 2024 – G06 X6 M
- 2023– G07 X7 M60i[24]
- 2024– G90 M5
- 2024 – G99 M5
- 2023- レンジローバー スポーツSV 638馬力
- 2024- ランドローバー・ディフェンダー (L663) OCTA

## モデルリスト
| 品番     | 排気量   | 出力                               | トルク                                 | 生産年       |
| -------- | -------- | ---------------------------------- | -------------------------------------- | ------------ |
| N63B40A  | 3,982 cc | 300 kW (402 hp) at 5,500 rpm       | 600 N⋅m (443 lb⋅ft) at 1,750-4,500 rpm | 2012–2015    |
| N63B40A  | 3,982 cc | 331 kW (444 hp) at 5,500 rpm       | 650 N⋅m (479 lb⋅ft) at 1,750-4,500 rpm | 2012–2015    |
| N63B44O0 | 4,395 cc | 300 kW (402 hp) at 5,500-6,400 rpm | 600 N⋅m (443 lb⋅ft) at 1,750-4,500 rpm | 2008–2013    |
| N63B44O1 | 4,395 cc | 331 kW (444 hp) at 5,500-6,000 rpm | 650 N⋅m (479 lb⋅ft) at 2,000-4,500 rpm | 2013–2016    |
| N63B44O2 | 4,395 cc | 331 kW (444 hp) at 5,500-6,000 rpm | 650 N⋅m (479 lb⋅ft) at 1,800-4,500 rpm | 2016–2020    |
| N63B44M3 | 4,395 cc | 340 kW (456 hp) at 5,250-6,000 rpm | 650 N⋅m (479 lb⋅ft) at 1,500-4,750 rpm | 2018–        |
| N63B44T3 | 4,395 cc | 390 kW (523 hp) at 5,500-6,000 rpm | 750 N⋅m (553 lb⋅ft) at 1,800-4,600 rpm | 2018–        |
| S63B44O0 | 4,395 cc | 408 kW (547 hp) at 6,000 rpm       | 680 N⋅m (502 lb⋅ft) at 1,500-5,650 rpm | 2010–2013    |
| S63B44T0 | 4,395 cc | 412 kW (553 hp) at 6,000-7,000 rpm | 680 N⋅m (502 lb⋅ft) at 1,500-5,750 rpm | 2011–2018    |
| S63B44T2 | 4,395 cc | 423 kW (567 hp) at 6,000-6,500 rpm | 750 N⋅m (553 lb⋅ft) at 2,200-5,000 rpm | 2015–2018    |
| S63B44T4 | 4,395 cc | 441 kW (591 hp) at 5,600-6,700 rpm | 750 N⋅m (553 lb⋅ft) at 1,800-5,600 rpm | 2018–        |
| S63B44T4 | 4,395 cc | 460 kW (617 hp) at 5,600-6,700 rpm | 750 N⋅m (553 lb⋅ft) at 1,800-5,800 rpm | 2019–present |